# Lo que el « Viento » se dejó
Lo que el « Viento » se dejó est une bande dessinée espagnole illustrée par Francisco Ibáñez, appartenant à la franchise Mortadel et Filémon, éditée en 1980.

## Synopsis
Mulatordarregui el Bestiajo a été condamné à 20 ans de prison. Les membres de son gang exigent sa libération ou ils feront sauter Villarebuzno del Monte. Pour ce faire, el Viento, le lieutenant du gang, a placé un puissant explosif dans le village. La mission de Mortadel et Filémon est de trouver « ce que el Viento a laissé derrière lui » à Borricon de Arriba. La vie à la campagne cause de nombreux problèmes à Mortadel et Filémon, parmi lesquels la colère du maire du village, à qui ils provoquent de temps en temps des situations ennuyeuses, bien qu'involontaires. Enfin, ils participent aux Jeux olympiques locaux et les remportent. À la fin, la bombe se révèle être cachée dans l'un des trophées olympiques, qui explose dans la T.I.A..

## Édition
La bande dessinée est publiée pour la première fois en 1980 sous forme de feuilleton dans le magazine Mortadelo nos 517 à 524. Elle est ensuite compilée dans le no 23 de la Colección Olé.